# Hermann Sickenberger

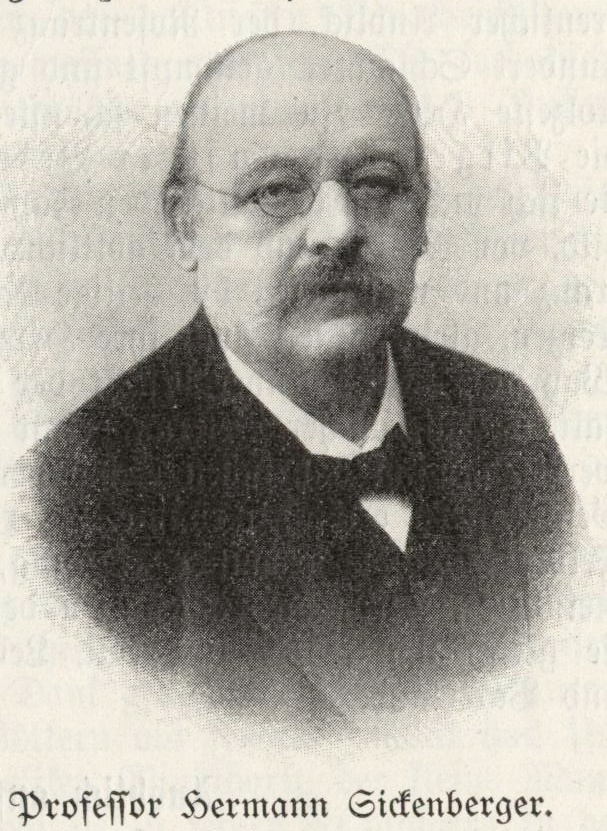
Hermann Sickenberger, 1906

Hermann Sickenberger (* 11. Mai 1851 in Weiherhammer, Oberpfalz; † 2. Juni 1923 zu Weilheim i.OB) war Pädagoge und Abgeordneter der bayerischen Zentrumspartei in der bayerischen Abgeordnetenkammer, ab 1912 katholischer Priester.

## Leben und Wirken
Hermann Sickenberger wurde als Sohn des Bergrates Franz Sickenberger (1819–1893) und dessen Ehefrau Anna, geb. Eckart, im Oberpfälzischen Weiherhammer geboren. Zusammen mit seinen Geschwistern, darunter die spätere Pädagogin und Schriftstellerin Therese Tesdorpf-Sickenberger und der Priester, Zölibatsgegner und Philosoph Otto Sickenberger, wuchs er in Berchtesgaden und München auf.
Nach seinem Studium an der Ludwig-Maximilians-Universität München und der Universität Würzburg trat er in den Realschuldienst ein und unterrichtete zunächst in Freising und ab 1895 an der Luitpold-Kreisoberrealschule in München. Ab 1899 gehörte er als Zentrumsabgeordneter für den Wahlkreis München I. der Bayerischen Abgeordnetenkammer an. Am 29. März 1903 verzichtete Sickenberger infolge des Aufstiegs zum Gymnasialprofessor auf sein Landtagsmandat.
Hermann Sickenberger war konservativ-katholisch, kirchlich sehr engagiert und gehörte als Aktivist auch der Marianischen Sodalität an. Er nahm an zahlreichen Wallfahrten teil und trat häufig auch als Redner auf. Beim Allgemeinen Deutschen Sodalentag 1907 in Linz hielt er eine Festansprache mit dem Titel „Unsere Liebe Frau vom Siege“, abgedruckt in der Festschrift der Veranstaltung. Er vertrat Positionen des Katholizismus und gehörte zum ultramontanen, also romtreuen Lager der Katholiken. Parteipolitisch versuchte er, zwischen dem linken und rechten Flügel der bayerischen Zentrumspartei zu vermitteln, gleichwohl vertrat er bereits um die Jahrhundertwende völkisch-antisemitische Positionen.
Nachdem er sich parteiintern nicht für eine erneute Kandidatur für den Landtag 1907 hatte durchsetzen können, kam es zu einem Bruch mit dem Zentrum. Nach dem Tod seiner Frau 1909 zog er sich weitgehend aus der Politik und Öffentlichkeit zurück und versuchte sich zunächst als Schriftsteller ("Werner, der Schire" und "Barbarossa"). Im Alter von 61 Jahren wurde er schließlich am 4. August 1912 vom Münchner Erzbischof Franziskus von Bettinger zum Priester geweiht und unterrichtete die folgenden Jahre bis zu seiner Pensionierung 1914 auch als Religionslehrer an der Luitpold-Kreisoberrealschule in München.
Kurz nach dem Eintritt in den Ruhestand verfestigten sich Herzprobleme, die Sickenberger bereits seit Jahren begleiteten. Die letzten Jahre seines Lebens verbrachte er als Kommorant (Hilfspriester) in Weilheim i. OB., wo er am 2. Juni 1923 kinderlos starb.

## Werke
Hermann Sickenberger publizierte einige geschichtswissenschaftliche und katholizistische Bücher, ferner zwei Prosa-Werke:
- Atom oder Substanz, 1. Teil einer Einleitung in die Geschichte der Menschheit, 1885
- Die Schöpfung und ihre Urkunde, 2. Teil einer Einleitung in die Geschichte der Menschheit, 1886
- Der Mensch und seine Geschichte, 3. Teil einer Einleitung in die Geschichte der Menschheit, 1887
- Grundsätze für Geschichtschreibung, 4. Teil einer Einleitung in die Geschichte der Menschheit, 1888
- Leitfaden der Geschichte für Mittelschulen, 1892 (Digitalisat Teil 1).
- Deutsche Geschichte für Schule und Haus, 1895
- Wiederherstellung des katholischen Bekenntnisses in Deutschland, 1904
- Werner, der Schire, 1910
- Barbarossa, 1910